# Campeonato Mundial de Ginástica Rítmica de 2023
O Campeonato Mundial de Ginástica Rítmica de 2023 foi realizado em Valência, Espanha, na Feria de Valencia.
O campeonato é um evento de qualificação para os Jogos Olímpicos de 2024 em Paris. Os 14 melhores classificados da competição geral (qualificatória), com no máximo duas ginastas por CON, e os 5 melhores grupos, não incluindo as equipes classificadas no Campeonato Mundial do ano anterior, obterão uma vaga de cota para seus país.

## Países participantes
| Participantes        | Nações |
| -------------------- | --- |
| Grupo + 3 indivíduos | Azerbaijão Bulgária Hungria Ucrânia |
| Grupo + 2 indivíduos | Alemanha Brasil Cazaquistão China Espanha Estados Unidos França Grécia Israel Itália Japão Uzbequistão |
| Grupo + 1 indivíduo  | Austrália Estónia Finlândia Geórgia México Polônia República Tcheca |
| Grupo                | Turquia |
| 3 indivíduos         | Filipinas Canadá Egito Eslovênia |
| 2 indivíduos         | Nova Zelândia Roménia |
| 1 indivíduo          | África do Sul Andorra Angola Argentina Áustria Bélgica Bósnia e Herzegovina Chipre Colômbia Coreia do Sul Croácia Eslováquia Grã-Bretanha Indonésia Laos Letônia Lituânia Luxemburgo Malásia Moldávia Mongólia Montenegro Noruega Portugal Quirguistão San Marino Singapura Sérvia Sri Lanka Suíça Suécia Taipé Chinesa |

## Programação
- Quarta-feira, 23 de agosto
  - Dia Todo: Qualificatória Individual - Arco e Bola
  - Noite: Final Individual - Arco e Bola
- Quinta-feira, 24 de agosto
  - Dia Todo: Qualificatória Individual - Maças e Fita
  - Noite: Final Individual - Maças e Fita
- Sexta-feira, 25 de agosto
  - Dia Todo: Grupo Geral
- Sábado, 26 de agosto
  - Final Individual Geral
- Domingo, 27 de agosto
  - Final Grupos 5 Arcos e 3 Fitas + 2 Bolas
  - Cerimônia de Encerramento

## Medalhistas
| Evento            | Ouro | Prata | Bronze |
| ----------------- | --- | --- | --- |
| Equipes           | | | |
| Equipes           | Bulgária · Individual · Eva Brezalieva · Boryana Kaleyn · Stiliana Nikolova · Grupo · Sofia Ivanova · Kamelia Petrova · Rachel Stoyanov · Radina Tomova · Zhenina Trashlieva | Alemanha · Individual · Margarita Kolosov · Darja Varfolomeev · Grupo · Anja Kosan · Daniella Kromm · Alina Oganesyan · Hannah Vester · Emilia Wickert | Itália · Individual · Milena Baldassarri · Sofia Raffaeli · Grupo · Martina Centofanti · Agnese Duranti · Alessia Maurelli · Daniela Mogurean · Laura Paris · Alessia Russo |
| Individual        | | | |
| Geral             | Darja Varfolomeev | Sofia Raffaeli | Daria Atamanov |
| Arco              | Darja Varfolomeev | Sofia Raffaeli | Fanni Pigniczki |
| Bola              | Darja Varfolomeev | Sofia Raffaeli | Stiliana Nikolova |
| Maças             | Darja Varfolomeev | Boryana Kaleyn | Viktoriia Onopriienko |
| Fita              | Darja Varfolomeev | Boryana Kaleyn | Ekaterina Vedeneeva |
| Grupos            | | | |
| Grupo Geral       | Israel · Shani Bakanov · Eliza Banchuk · Adar Friedmann · Romi Paritzki · Ofir Shaham · Diana Svertsov                                                                       | China · Ding Xinyi · Guo Qiqi · Hao Ting · Huang Zhangjiayang · Pu Yanzhu · Wang Lanjing                                                               | Espanha · Ana Arnau · Inés Bergua · Mireia Martínez · Patricia Pérez · Salma Solaun                                                                                         |
| 5 Arcos           | China · Ding Xinyi · Guo Qiqi · Hao Ting · Huang Zhangjiayang* · Pu Yanzhu · Wang Lanjing                                                                                    | Espanha · Ana Arnau · Inés Bergua · Mireia Martínez · Patricia Pérez · Salma Solaun                                                                    | Itália · Martina Centofanti · Agnese Duranti · Alessia Maurelli · Daniela Mogurean · Laura Paris · Alessia Russo*                                                           |
| 3 Fitas + 2 Bolas | Israel · Shani Bakanov · Eliza Banchuk · Adar Friedmann* · Romi Paritzki · Ofir Shaham · Diana Svertsov                                                                      | China · Ding Xinyi* · Guo Qiqi · Hao Ting · Huang Zhangjiayang · Pu Yanzhu · Wang Lanjing                                                              | Ucrânia · Yelyzaveta Azza · Diana Baieva · Daryna Duda · Alina Melnyk · Mariia Vysochanska* · Oleksandra Yushchak                                                           |

* ginasta reserva

## Individual

### Qualificatória individual
- As 8 melhores pontuações em aparelhos individuais se classificam para as finais por aparelhos e as 18 melhores pontuações na qualificatória geral avançam para a final geral.

| Pos. | Ginasta                     | Nação                |             |             |             |             | Total   |    |
| ---- | --------------------------- | -------------------- | ----------- | ----------- | ----------- | ----------- | ------- | -- |
| 1    | Stiliana Nikolova           | Bulgária             | 34.700 (2)  | 35.150 (1)  | 34.450 (1)  |             | 104.300 | Q  |
| 2    | Darja Varfolomeev           | Alemanha             | 34.300 (3)  | 35.000 (2)  | 33.300 (4)  | 32.850 (1)  | 102.600 | Q  |
| 3    | Sofia Raffaeli              | Itália               | 35.850 (1)  | 34.250 (3)  | 30.500 (15) | 31.700 (4)  | 101.800 | Q  |
| 4    | Boryana Kaleyn              | Bulgária             | 33.900 (4)  | 34.100 (4)  | 33.450 (2)  | 32.050 (3)  | 101.450 | Q  |
| 5    | Ekaterina Vedeneeva         | Eslovênia            | 33.350 (5)  | 32.600 (7)  | 31.600 (9)  | 31.000 (7)  | 97.550  | Q  |
| 6    | Polina Berezina             | Espanha              | 32.900 (9)  | 32.100 (11) | 32.450 (6)  | 30.950 (9)  | 97.450  | Q  |
| 7    | Daria Atamanov              | Israel               | 31.400 (17) | 32.950 (5)  | 31.550 (10) | 32.500 (2)  | 97.000  | Q  |
| 8    | Viktoriia Onopriienko       | Ucrânia              | 32.500 (13) | 30.950 (20) | 33.350 (3)  | 30.650 (12) | 96.800  | Q  |
| 9    | Takhmina Ikromova           | Uzbequistão          | 32.200 (14) | 27.600 (50) | 32.800 (5)  | 31.600 (5)  | 96.600  | Q  |
| 10   | Margarita Kolosov           | Alemanha             | 33.100 (7)  | 31.050 (19) | 31.800 (7)  | 30.550 (14) | 95.950  | Q  |
| 11   | Fanni Pigniczki             | Hungria              | 33.100 (8)  | 31.550 (18) | 29.900 (22) | 31.050 (6)  | 95.700  | Q  |
| 12   | Zohra Aghamirova            | Azerbaijão           | 32.500 (12) | 32.400 (9)  | 29.000 (28) | 30.350 (16) | 95.250  | Q  |
| 13   | Helene Karbanov             | França               | 32.650 (11) | 31.650 (16) | 30.600 (13) | 30.150 (17) | 94.900  | Q  |
| 14   | Barbara Domingos            | Brasil               | 29.800 (32) | 32.100 (12) | 31.700 (8)  | 30.700 (11) | 94.500  | Q  |
| 15   | Milena Baldassarri          | Itália               | 32.800 (10) | 30.700 (22) | 30.750 (11) | 29.150 (25) | 94.250  | Q  |
| 16   | Alba Bautista               | Espanha              | 33.350 (6)  | 32.000 (13) | 28.700 (35) | 26.800 (36) | 94.050  | Q  |
| 17   | Annaliese Dragan            | Romênia              | 31.200 (19) | 32.350 (10) | 30.000 (21) | 28.750 (26) | 93.550  | Q  |
| 18   | Wang Zilu                   | China                | 31.700 (16) | 28.050 (43) | 30.700 (12) | 31.000 (8)  | 93.400  | Q  |
| 19   | Erika Zhailauova            | Cazaquistão          | 31.100 (20) | 31.550 (17) | 30.300 (19) | 28.250 (29) | 92.950  | R1 |
| 20   | Andreea Verdes              | Roménia              | 31.250 (18) | 30.800 (21) | 30.400 (17) | 28.050 (32) | 92.450  | R2 |
| 21   | Geovanna Santos             | Brasil               | 32.150 (15) | 31.800 (14) | 27.300 (48) | 28.050 (31) | 92.000  | R3 |
| 22   | Panagiota Lytra             | Grécia               | 30.800 (22) | 32.750 (6)  | 28.300 (39) | 28.450 (28) | 92.000  | R4 |
| 23   | Evelina Atalyants           | Uzbequistão          | 25.800 (56) | 31.700 (15) | 30.100 (20) | 29.900 (19) | 91.700  |    |
| 24   | Hanna Panna Wiesner         | Hungria              | 30.950 (21) | 30.250 (30) | 28.650 (36) | 30.400 (15) | 91.600  |    |
| 25   | Polina Karika               | Ucrânia              | 30.050 (27) | 30.700 (23) | 28.950 (30) | 30.700 (10) | 91.450  |    |
| 26   | Elzhana Taniyeva            | Cazaquistão          | 29.100 (36) | 32.450 (8)  | 29.400 (27) | 29.550 (23) | 91.400  |    |
| 27   | Adi Asya Katz               | Israel               | 30.000 (28) | 30.600 (25) | 30.450 (16) | 29.600 (22) | 91.050  |    |
| 28   | Evita Griskenas             | Estados Unidos       | 29.900 (29) | 30.600 (26) | 30.500 (14) | 29.250 (24) | 91.000  |    |
| 29   | Marina Malpica              | México               | 30.400 (23) | 28.700 (37) | 29.800 (24) | 30.600 (13) | 90.800  |    |
| 30   | Emmi Piiroinen              | Finlândia            | 30.250 (24) | 30.350 (28) | 29.750 (25) | 24.000 (67) | 90.350  |    |
| 31   | Emilia Heichel              | Polônia              | 29.200 (35) | 30.700 (24) | 30.350 (18) | 28.700 (27) | 90.250  |    |
| 32   | Lili Mizuno                 | Estados Unidos       | 30.150 (25) | 29.950 (32) | 29.850 (23) | 30.100 (18) | 90.200  |    |
| 33   | Kita Mirano                 | Japão                | 30.050 (26) | 30.150 (31) | 29.600 (26) | 26.250 (42) | 89.800  |    |
| 34   | Yating Zhao                 | China                | 29.800 (33) | 30.300 (29) | 29.950 (32) | 29.700 (20) | 89.800  |    |
| 35   | Maelle Millet               | França               | 29.850 (30) | 30.500 (27) | 27.150 (49) | 28.200 (30) | 88.550  |    |
| 36   | Ketevan Arbolishvili        | Geórgia              | 28.600 (42) | 28.200 (42) | 28.950 (29) | 26.050 (42) | 85.750  |    |
| 37   | Alexandra Kiroi-Bogatyreva  | Austrália            | 28.800 (38) | 27.100 (52) | 28.750 (33) | 25.200 (54) | 84.650  |    |
| 38   | Celeste D'Arcangelo         | Argentina            | 27.900 (47) | 27.900 (47) | 28.750 (34) | 25.550 (49) | 84.550  |    |
| 39   | Havana Hopman               | Nova Zelândia        | 27.900 (46) | 27.950 (46) | 28.450 (37) | 26.150 (43) | 84.300  |    |
| 40   | Fausta Sostakaite           | Lituânia             | 28.750 (40) | 27.700 (49) | 27.750 (45) | 27.050 (35) | 84.200  |    |
| 41   | Tatiana Cocsanova           | Canadá               | 29.800 (31) | 28.800 (35) | 25.100 (67) | 25.250 (53) | 83.850  |    |
| 42   | Jiin Sohn                   | Coreia do Sul        | 28.100 (44) | 28.600 (40) | 26.900 (52) | 26.700 (38) | 83.600  |    |
| 43   | Norah Demierre              | Suíça                | 28.800 (39) | 25.600 (67) | 27.950 (43) | 26.550 (40) | 83.300  |    |
| 44   | Carmel Kallemaa             | Canadá               | 27.500 (49) | 28.700 (38) | 27.000 (51) | 26.700 (37) | 83.200  |    |
| 45   | Marfa Ekimova               | Reino Unido          | 25.750 (57) | 28.450 (41) | 28.050 (41) | 26.600 (39) | 83.100  |    |
| 46   | Mikayla Angeline Yang       | Singapura            | 28.700 (41) | 28.600 (39) | 25.750 (63) | 25.550 (48) | 83.050  |    |
| 47   | Rita Araujo                 | Portugal             | 26.350 (53) | 28.000 (45) | 28.400 (38) | 24.750 (59) | 82.750  |    |
| 48   | Josephine Juul Moeller      | Noruega              | 23.150 (74) | 28.800 (36) | 26.400 (57) | 27.250 (33) | 82.450  |    |
| 49   | Ester Kreitsman             | Estónia              | 28.900 (37) |             | 28.050 (42) | 25.300 (51) | 82.250  |    |
| 50   | Emily Beznos                | Moldávia             | 27.300 (50) | 27.550 (51) | 26.600 (54) | 24.150 (63) | 81.450  |    |
| 51   | Ilona Zeynalova             | Azerbaijão           | 25.100 (65) | 28.000 (44) | 28.100 (40) |             | 81.200  |    |
| 52   | Aliaa Saleh                 | Egito                |             | 27.050 (53) | 26.850 (53) | 27.100 (34) | 81.000  |    |
| 53   | Jo Ee Ng                    | Malásia              | 28.050 (45) | 24.850 (70) | 27.800 (44) | 25.050 (57) | 80.900  |    |
| 54   | Maria Dervisi               | Grécia               | 23.800 (70) | 29.400 (34) | 27.650 (46) | 23.150 (71) | 80.850  |    |
| 55   | Habiba Marzouk              | Egito                | 29.550 (34) | 26.800 (57) |             | 24.100 (64) | 80.450  |    |
| 56   | Breanna Labadan             | Filipinas            | 27.650 (48) | 26.350 (60) | 26.200 (59) | 26.400 (41) | 80.400  |    |
| 57   | Aino Yamada                 | Japão                | 28.400 (43) | 23.350 (77) | 26.250 (58) | 25.150 (55) | 79.800  |    |
| 58   | Tzu-Wen Li                  | Taipé Chinesa        | 23.750 (71) | 26.950 (54) | 27.450 (47) | 25.250 (52) | 79.650  |    |
| 59   | Michaela Zatkova            | Eslováquia           | 25.300 (62) | 27.900 (48) | 24.950 (68) | 25.850 (47) | 79.050  |    |
| 60   | Elizaveta Lugovskikh        | Montenegro           | 25.200 (64) | 26.200 (61) | 27.000 (50) | 24.500 (61) | 78.400  |    |
| 61   | Luana Gomez                 | Angola               | 25.300 (63) | 26.150 (62) | 26.600 (55) | 25.350 (50) | 78.100  |    |
| 62   | Denisa Stepankova           | República Tcheca     | 25.700 (58) | 26.900 (55) | 24.700 (70) | 24.000 (66) | 77.300  |    |
| 63   | Evelina Orphanou            | Chipre               | 25.550 (59) | 25.750 (65) | 25.950 (61) | 24.540 (62) | 77.250  |    |
| 64   | Oriana Vinas                | Colômbia             | 27.300 (51) | 25.350 (69) | 24.500 (73) | 22.300 (74) | 77.150  |    |
| 65   | Undram Khashbat             | Mongólia             | 22.750 (76) | 26.550 (58) | 26.450 (56) | 24.050 (65) | 77.050  |    |
| 66   | Julia Neumann               | Áustria              | 26.150 (54) | 23.200 (78) | 25.550 (64) | 25.050 (56) | 76.750  |    |
| 67   | Tamara Artic                | Croácia              | 24.750 (67) | 26.450 (59) | 25.350 (65) | 23.400 (70) | 76.550  |    |
| 68   | Masa Tosic                  | Sérvia               | 23.250 (73) | 26.100 (63) | 26.150 (60) | 23.850 (68) | 76.100  |    |
| 69   | Alva Svennbeck              | Suécia               | 25.350 (61) | 25.500 (68) | 22.300 (79) | 24.850 (58) | 75.700  |    |
| 70   | Alessia Verstappen          | Bélgica              | 25.500 (60) | 24.050 (73) | 25.950 (62) | 21.500 (77) | 75.500  |    |
| 71   | Santa Stepulane             | Letônia              | 24.700 (69) | 25.700 (66) | 24.700 (71) | 24.550 (60) | 75.100  |    |
| 72   | Stephanie Dimitrova         | África do Sul        | 24.850 (66) | 24.800 (71) | 24.700 (72) | 20.300 (81) | 74.350  |    |
| 73   | Berta Miquel                | Andorra              | 22.600 (78) | 26.850 (56) | 21.500 (83) | 23.850 (69) | 73.300  |    |
| 74   | Anna-Marie Ondaatje         | Sri Lanka            | 24.750 (68) | 23.400 (76) | 24.700 (69) | 20.200 (82) | 72.850  |    |
| 75   | Paris Chin                  | Nova Zelândia        | 23.300 (72) | 24.000 (64) | 23.300 (78) | 21.600 (76) | 72.600  |    |
| 76   | Matilde Tamgnini            | San Marino           | 22.600 (79) | 24.450 (72) | 24.300 (74) | 22.500 (73) | 71.350  |    |
| 77   | Praewa Misato Philaphandeth | Laos                 | 22.300 (80) | 24.050 (74) | 23.950 (75) | 23.000 (72) | 71.000  |    |
| 78   | Sophie Turpel               | Luxemburgo           | 22.700 (77) | 23.850 (75) | 23.450 (77) | 20.950 (79) | 70.000  |    |
| 79   | Daniela Reggie Dela Pisa    | Filipinas            | 21.900 (81) | 22.350 (82) | 23.800 (76) |             | 68.050  |    |
| 80   | Tri Wahyuni                 | Indonésia            | 22.900 (75) | 22.700 (80) | 22.200 (80) | 21.900 (75) | 67.800  |    |
| 81   | Amila Becirovic             | Bósnia e Herzegovina | 18.450 (83) | 23.000 (79) | 21.800 (81) | 18.450 (83) | 66.000  |    |
| 82   | Albina Kozubaeva            | Quirguistão          | 21.500 (82) | 20.950 (82) | 21.600 (82) | 20.300 (80) | 64.050  |    |

### Individual geral
| Pos. | Ginasta               | Nação       |        |        |        |        | Total   |
| ---- | --------------------- | ----------- | ------ | ------ | ------ | ------ | ------- |
| 1    | Darja Varfolomeev     | Alemanha    | 35.100 | 35.650 | 34.250 | 32.450 | 137.450 |
| 2    | Sofia Raffaeli        | Itália      | 35.500 | 34.450 | 32.700 | 33.050 | 135.700 |
| 3    | Daria Atamanov        | Israel      | 34.150 | 33.450 | 33.350 | 30.250 | 131.400 |
| 4    | Stiliana Nikolova     | Bulgária    | 35.550 | 32.000 | 33.500 | 29.600 | 130.650 |
| 5    | Takhmina Ikromova     | Uzbequistão | 32.800 | 32.500 | 33.200 | 31.900 | 130.400 |
| 6    | Boryana Kaleyn        | Bulgária    | 31.950 | 31.900 | 33.800 | 32.300 | 129.950 |
| 7    | Viktoriia Onopriienko | Ucrânia     | 34.500 | 32.350 | 33.150 | 29.850 | 129.850 |
| 8    | Alba Bautista         | Espanha     | 32.500 | 33.050 | 31.650 | 31.600 | 128.800 |
| 9    | Ekaterina Vedeneeva   | Eslovênia   | 32.700 | 33.300 | 30.350 | 31.300 | 127.650 |
| 10   | Wang Zilu             | China       | 32.400 | 32.850 | 32.500 | 29.350 | 127.100 |
| 11   | Bárbara Domingos      | Brasil      | 32.350 | 31.750 | 30.800 | 31.200 | 126.100 |
| 12   | Margarita Kolosov     | Alemanha    | 33.500 | 29.650 | 31.600 | 31.050 | 125.800 |
| 13   | Milena Baldassarri    | Itália      | 31.600 | 32.200 | 31.100 | 30.800 | 125.700 |
| 14   | Polina Berezina       | Espanha     | 31.650 | 33.000 | 32.350 | 28.500 | 125.500 |
| 15   | Annaliese Dragan      | Roménia     | 31.350 | 31.400 | 32.100 | 29.900 | 124.750 |
| 16   | Fanni Pigniczki       | Hungria     | 33.650 | 32.800 | 30.100 | 27.800 | 124.350 |
| 17   | Hélène Karbanov       | França      | 30.450 | 33.100 | 29.150 | 30.050 | 122.750 |
| 18   | Zohra Aghamirova      | Azerbaijão  | 32.050 | 32.900 | 28.550 | 28.950 | 122.450 |

### Arco
| Pos. | Ginasta             | Nação     | Nota D | Nota E | Nota A | Pen. | Total  |
| ---- | ------------------- | --------- | ------ | ------ | ------ | ---- | ------ |
| 1    | Darja Varfolomeev   | Alemanha  | 18.900 | 8.450  | 8.400  |      | 35.750 |
| 2    | Sofia Raffaeli      | Itália    | 18.300 | 8.400  | 8.550  |      | 35.250 |
| 3    | Fanni Pigniczki     | Hungria   | 17.900 | 8.050  | 8.100  |      | 34.050 |
| 4    | Boryana Kaleyn      | Bulgária  | 17.400 | 8.250  | 8.300  |      | 33.950 |
| 5    | Margarita Kolosov   | Alemanha  | 17.100 | 8.150  | 8.100  |      | 33.350 |
| 6    | Ekaterina Vedeneeva | Eslovênia | 16.200 | 8.250  | 8.200  |      | 32.650 |
| 7    | Alba Bautista       | Espanha   | 16.200 | 8.000  | 8.200  |      | 32.400 |
| 8    | Stiliana Nikolova   | Bulgária  | 16.600 | 7.700  | 8.050  |      | 32.350 |

### Bola
| Pos. | Ginasta             | Nação       | Nota D | Nota E | Nota A | Pen. | Total  |
| ---- | ------------------- | ----------- | ------ | ------ | ------ | ---- | ------ |
| 1    | Darja Varfolomeev   | Alemanha    | 18.900 | 8.550  | 8.350  |      | 35.800 |
| 2    | Sofia Raffaeli      | Itália      | 18.200 | 8.450  | 8.550  |      | 35.200 |
| 3    | Stiliana Nikolova   | Bulgária    | 18.500 | 8.250  | 8.400  |      | 35.150 |
| 4    | Boryana Kaleyn      | Bulgária    | 17.000 | 8.400  | 8.400  |      | 33.800 |
| 5    | Daria Atamanov      | Israel      | 16.600 | 8.300  | 8.300  |      | 33.200 |
| 6    | Ekaterina Vedeneeva | Eslovênia   | 15.900 | 8.200  | 8.200  |      | 32.300 |
| 7    | Elzhana Taniyeva    | Cazaquistão | 15.200 | 8.250  | 8.000  |      | 31.450 |
| 8    | Panagiota Lytra     | Grécia      | 15.500 | 7.300  | 7.600  |      | 30.400 |

### Maças
| Pos. | Ginasta               | Nação       | Nota D | Nota E | Nota A | Pen.  | Total  |
| ---- | --------------------- | ----------- | ------ | ------ | ------ | ----- | ------ |
| 1    | Darja Varfolomeev     | Alemanha    | 17.200 | 8.550  | 8.600  |       | 34.350 |
| 2    | Boryana Kaleyn        | Bulgária    | 16.500 | 8.450  | 8.600  |       | 33.550 |
| 3    | Viktoriia Onopriienko | Ucrânia     | 16.700 | 8.300  | 8.600  | 0.050 | 33.550 |
| 4    | Takhmina Ikromova     | Uzbequistão | 16.700 | 8.350  | 8.400  |       | 33.450 |
| 5    | Polina Berezina       | Espanha     | 15.600 | 8.250  | 8.250  |       | 32.100 |
| 6    | Stiliana Nikolova     | Bulgária    | 15.800 | 7.950  | 8.300  |       | 32.050 |
| 7    | Bárbara Domingos      | Brasil      | 14.700 | 8.150  | 8.250  | 0.050 | 31.050 |
| 8    | Margarita Kolosov     | Alemanha    | 15.200 | 7.850  | 8.000  | 0.300 | 30.750 |

### Fita
| Pos. | Ginasta             | Nação       | Nota D | Nota E | Nota A | Pen.  | Total  |
| ---- | ------------------- | ----------- | ------ | ------ | ------ | ----- | ------ |
| 1    | Darja Varfolomeev   | Alemanha    | 16.400 | 8.450  | 8.500  |       | 33.350 |
| 2    | Boryana Kaleyn      | Bulgária    | 15.300 | 8.100  | 8.450  |       | 31.850 |
| 3    | Ekaterina Vedeneeva | Eslovênia   | 14.600 | 8.300  | 8.250  | 0.050 | 31.100 |
| 4    | Sofia Raffaeli      | Itália      | 14.900 | 7.900  | 8.250  |       | 31.050 |
| 5    | Wang Zilu           | China       | 14.700 | 7.950  | 7.850  |       | 30.500 |
| 6    | Fanni Pigniczki     | Hungria     | 14.600 | 7.850  | 7.650  | 0.100 | 30.000 |
| 7    | Daria Atamanov      | Israel      | 14.400 | 7.300  | 8.100  | 0.050 | 29.750 |
| 8    | Takhmina Ikromova   | Uzbequistão | 12.900 | 7.650  | 8.050  |       | 28.600 |

## Grupos

### Equipes
| Equipe  | Austrália (AUS)                                                                                    | Azerbaijão (AZE)                                                                            | Brasil (BRA)                                                                                        | Bulgária (BUL)                                                                               | China (CHN)                                                                                                 | República Tcheca (CZE)                                                                                                   |
| Membros | Ainsey Barker Laura Gosling Ashleigh Law Tahlya Smith Charlotte Wong                               | Gullu Aghalarzade Laman Alimuradova Kamilla Aliyeva Zeynab Hummatova Yelyzaveta Luzan       | Maria Eduarda Arakaki Deborah Medrado Giovanna Oliveira Sofia Pereira Nicole Pircio Barbara Urquiza | Sofia Ivanova Kamelia Petrova Rachel Stoyanov Radina Tomova Zhenina Trashlieva               | Ding Xinyi Guo Qiqi Hao Ting Huang Zhangjiyang Pu Yanzhu Wang Lanjing                                       | Isabela Hortová Anita Lencová Tereza Staňková Nikola Stieblerová Tereza Suchá                                            |
| Equipe  | Estónia (EST)                                                                                      | Finlândia (FIN)                                                                             | França (FRA)                                                                                        | Geórgia (GEO)                                                                                | Alemanha (GER)                                                                                              | Grécia (GRE) |
| Membros | Maria Muravjova Kiara Oja Ksenja Ozigina Victoria Puusepp Vanessa Vulf                             | Elisabeth Jamil Lia Kallio Nea Kapiainen Alisa Karpenko Anni Olkkonen Anastasiia Polishchuk | Eleonore Caburet Emma Delaine Ainhoa Dot Manelle Inaho Justine Lavit Lozea Vilarino                 | Ana Bejiashvili Mariam Kupunia Magda Meskhi Darya Ragimova Mariam Tskhomaria                 | Anja Kosan Daniella Kromm Alina Oganesyan Hannah Vester Emilia Wickert                                      | Elpida Englezou Eira Laura Gkikoka Kalomoira Karoki Eirini Chrysovalanto Konisti Christina Ourania Riga Marieta Topollai |
| Equipe  | Hungria (HUN)                                                                                      | Israel (ISR)                                                                                | Itália (ITA)                                                                                        | Japão (JPN)                                                                                  | Cazaquistão (KAZ)                                                                                           | México (MEX) |
| Membros | Lilla Jurca Gyöngyvirág Kajner Mandula Virag Meszaros Dalma Pesti Dora Szabados Monika Urban-Szabo | Shani Bakanov Eliza Banchuk Adar Friedmann Romi Paritzki Ofir Shaham Diana Svertsov         | Martina Centofanti Agnese Duranti Alessia Maurelli Daniela Mogurean Laura Paris Alessia Russo       | Rina Imaoka Rinako Inaki Chihana Nakamura Megumi Nishimoto Ayuka Suzuki Hisano Taguchi       | Aksungkar Abdirakhman Ayaulym Kadir Aruzhan Kalsayeva Aruzhan Kassenova Bayan Koibakar Aidana Shayakhmetova | Dalia Alcocer Sofia Flores Julia Gutierrez Kimberly Salazar Adirem Tejeda Karen Villanueva                               |
| Equipe  | Polônia (POL)                                                                                      | Espanha (ESP)                                                                               | Turquia (TUR)                                                                                       | Ucrânia (UKR)                                                                                | Estados Unidos (USA)                                                                                        | Uzbequistão (UZB) |
| Membros | Milena Górska Madoka Przybylska Małgorzata Roszatycka Magdalena Szewczuk Julia Wojciechowska       | Ana Arnau Inés Bergua Mireia Martínez Patricia Pérez Salma Solaun                           | Işıl Alaş Yeliz Gunes Neriman Aleyna Kocamaz Nehir Serap Ozdemir Melisa Sert Victoria Sidorova      | Yelyzaveta Azza Diana Baieva Daryna Duda Alina Melnyk Mariia Vysochanska Oleksandra Yushchak | Isabelle Connor Gergana Petkova Karolina Saverino Hana Starkman Katerine Sakhnov                            | Rukhshona Dekhkonova Nargiza Djumaniyazova Shakhzoda Ibragimova Mumtozabonu Iskhokzoda Mariya Pak Irodakhon Sadikova     |

### Geral
As 8 melhores pontuações no aparelho se classificam para as finais do aparelho de grupo. 
| Pos. | Nação            | 5           | 3 + 2       | Total  |
| ---- | ---------------- | ----------- | ----------- | ------ |
| 1    | Israel           | 38.150 (1)  | 32.650 (4)  | 70.800 |
| 2    | China            | 36.900 (3)  | 33.150 (2)  | 70.050 |
| 3    | Espanha          | 35.600 (4)  | 33.000 (3)  | 68.600 |
| 4    | Itália           | 37.650 (2)  | 30.500 (10) | 68.150 |
| 5    | Ucrânia          | 34.800 (8)  | 32.600 (5)  | 67.400 |
| 6    | Brasil           | 34.900 (6)  | 30.100 (11) | 65.000 |
| 7    | França           | 35.350 (5)  | 29.350 (12) | 64.700 |
| 8    | Alemanha         | 33.450 (10) | 30.950 (9)  | 64.400 |
| 9    | Azerbaijão       | 31.700 (12) | 32.300 (6)  | 63.900 |
| 10   | Polônia          | 34.850 (7)  | 28.850 (13) | 63.700 |
| 11   | Grécia           | 34.150 (9)  | 28.550 (15) | 62.700 |
| 12   | Bulgária         | 28.600 (19) | 34.100 (1)  | 62.700 |
| 13   | Japão            | 31.650 (13) | 31.050 (7)  | 62.700 |
| 14   | México           | 31.200 (14) | 31.050 (8)  | 62.250 |
| 15   | Uzbequistão      | 30.650 (15) | 28.750 (14) | 59.400 |
| 16   | Hungria          | 32.000 (11) | 22.350 (21) | 54.350 |
| 17   | Finlândia        | 29.350 (18) | 23.300 (20) | 52.650 |
| 18   | Estados Unidos   | 25.850 (24) | 26.700 (16) | 52.550 |
| 19   | República Tcheca | 26.650 (20) | 25.850 (17) | 52.500 |
| 20   | Cazaquistão      | 30.300 (16) | 21.450 (23) | 51.750 |
| 21   | Geórgia          | 26.050 (23) | 24.850 (18) | 50.900 |
| 22   | Turquia          | 26.250 (22) | 24.500 (19) | 50.750 |
| 23   | Austrália        | 26.400 (21) | 21.800 (22) | 48.200 |
| 24   | Estônia          | 29.700 (17) | 17.600 (24) | 47.300 |

### 5 arcos
| Pos. | Nação   | Nota D | Nota E | Nota A | Pen.  | Total  |
| ---- | ------- | ------ | ------ | ------ | ----- | ------ |
| 1    | China   | 20.200 | 7.700  | 8.650  |       | 36.550 |
| 2    | Espanha | 20.200 | 7.550  | 8.350  |       | 36.100 |
| 3    | Itália  | 19.500 | 7.750  | 8.600  |       | 35.850 |
| 4    | Brasil  | 20.300 | 7.350  | 8.250  | 0.050 | 35.850 |
| 5    | Israel  | 19.700 | 7.200  | 8.400  |       | 35.300 |
| 6    | Polónia | 19.400 | 7.150  | 8.200  | 0.050 | 34.700 |
| 7    | Ucrânia | 17.200 | 6.550  | 8.050  |       | 31.800 |
| 8    | França  | 16.400 | 5.650  | 7.300  | 0.100 | 29.250 |

### 3 fitas + 2 bolas
| Pos. | Nação      | Nota D | Nota E | Nota A | Pen.  | Total  |
| ---- | ---------- | ------ | ------ | ------ | ----- | ------ |
| 1    | Israel     | 18.300 | 7.950  | 8.550  |       | 34.800 |
| 2    | China      | 16.400 | 7.900  | 8.500  |       | 32.800 |
| 3    | Ucrânia    | 17.100 | 7.050  | 8.150  |       | 32.300 |
| 4    | Espanha    | 15.700 | 7.050  | 8.000  |       | 30.750 |
| 5    | Azerbaijão | 15.800 | 6.850  | 7.950  | 0.300 | 30.300 |
| 6    | Japão      | 16.000 | 6.350  | 7.900  | 0.600 | 29.650 |
| 7    | Bulgária   | 15.700 | 6.300  | 7.950  | 0.300 | 29.650 |
| 8    | México     | 13.500 | 5.500  | 7.350  | 0.900 | 25.450 |

## Cotas olímpicas
Os 14 melhores indivíduos e os 5 melhores grupos no geral ganharam cotas de grupo para os Jogos Olímpicos de 2024.
| Nação       | Feminino   | Feminino | Cotas | Atletas |
| Nação       | Individual | Grupo    | Cotas | Atletas |
| ----------- | ---------- | -------- | ----- | ------- |
| Bulgária    | 1          | 0        | 1     | 1       |
| Eslovênia   | 1          | 0        | 1     | 1       |
| Espanha     | 2          | 0        | 2     | 2       |
| Israel      | 1          | 0        | 1     | 1       |
| Ucrânia     | 1          | 1        | 2     | 6       |
| Uzbequistão | 1          | 0        | 1     | 1       |
| Alemanha    | 1          | 0        | 1     | 1       |
| Hungria     | 1          | 0        | 1     | 1       |
| Azerbaijão  | 1          | 0        | 1     | 1       |
| França      | 1          | 1        | 2     | 6       |
| Brasil      | 1          | 1        | 2     | 6       |
| Itália      | 1          | 1        | 2     | 6       |
| Roménia     | 1          | 0        | 1     | 1       |
| China       | 0          | 1        | 1     | 5       |
| Total:      | 14         | 5        | 19    | 39      |

## Quadro de medalhas
*   país anfitrião (Espanha)
| Pos.               | País               | Ouro | Prata | Bronze | Total |
| ------------------ | ------------------ | ---- | ----- | ------ | ----- |
| 1                  | Alemanha           | 5    | 1     | 0      | 6     |
| 2                  | Israel             | 2    | 0     | 1      | 3     |
| 3                  | Bulgária           | 1    | 2     | 1      | 4     |
| 4                  | China              | 1    | 2     | 0      | 3     |
| 5                  | Itália             | 0    | 3     | 2      | 5     |
| 6                  | Espanha            | 0    | 1     | 1      | 2     |
| 7                  | Ucrânia            | 0    | 0     | 2      | 2     |
| 8                  | Eslovénia          | 0    | 0     | 1      | 1     |
| 8                  | Hungria            | 0    | 0     | 1      | 1     |
| Total (9 entradas) | Total (9 entradas) | 9    | 9     | 9      | 27    |